# Maslama
Maslama ibn Abd al-Malik (arabisch مسلمة بن عبد الملك, DMG Maslama b. ʿAbd al-Malik; * 685; † 738 in Syrien) war einer der bedeutendsten arabischen Feldherrn im 8. Jahrhundert. Er war Sohn des Kalifen Abd al-Malik und Enkel des Kalifen Marwan I., Bruder der Kalifen Al-Walid I. und Sulaiman sowie Cousin des Kalifen Umar II.
Da seine Mutter eine Sklavin war, konnte er im Gegensatz zu seinen Halbbrüdern keine Ansprüche auf das Kalifat anmelden. Als Feldherr tat er sich in den arabischen Kriegen gegen Byzanz, insbesondere der Belagerung von Konstantinopel (717–718) und bei Kämpfen gegen die Chasaren hervor.

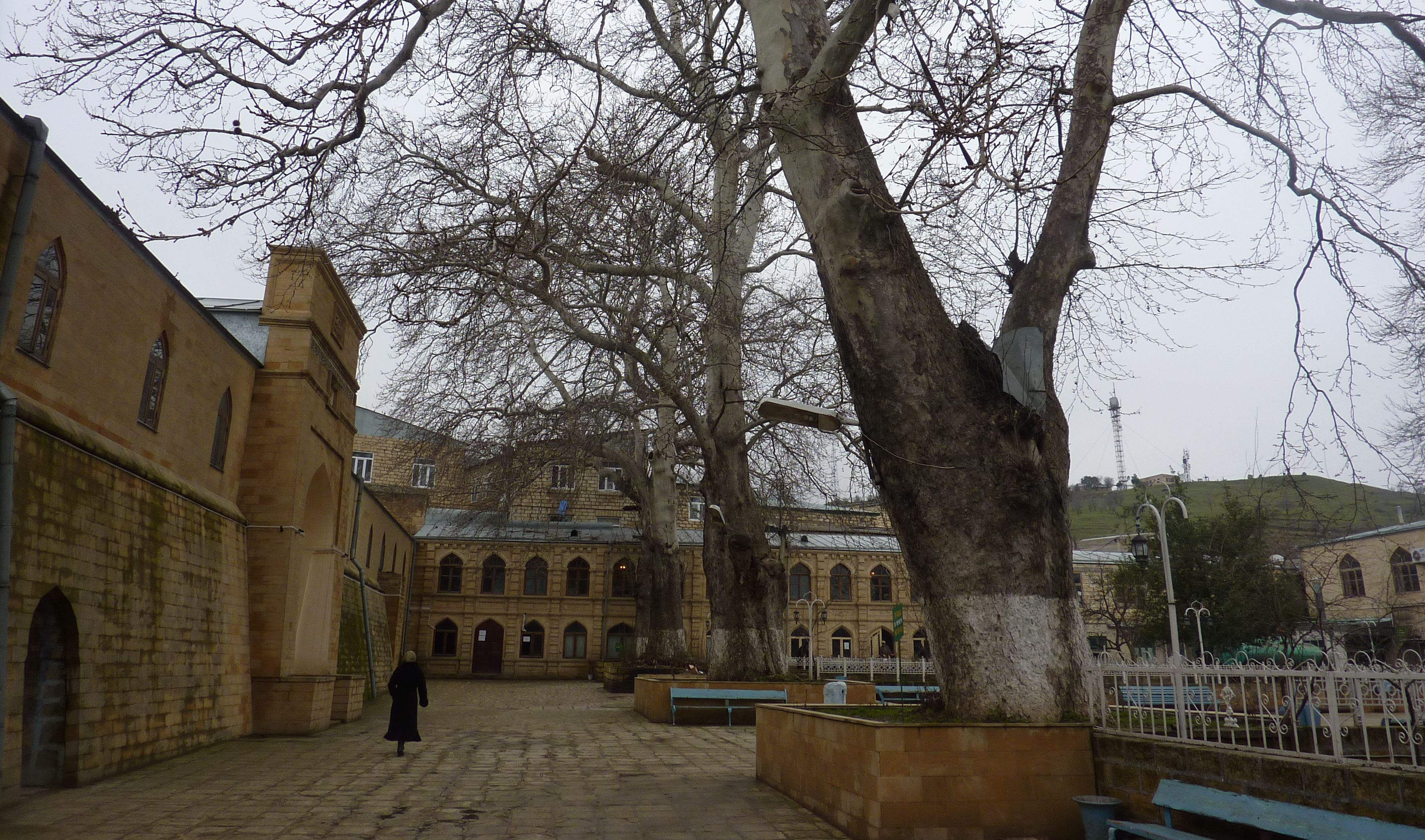
Die von den Arabern unter Maslama im 8. Jahrhundert errichtete Hauptmoschee von Derbent gilt als Russlands älteste Moschee

In byzantinischen Quellen taucht er erstmals im Zusammenhang mit den Kämpfen um Tyana 707/08 auf, im Jahr 712 Amaseia und Mistheia. Nach dem gescheiterten Angriff auf Konstantinopel (717–718) unterwarf Maslama 720 als Gouverneur von Basra und Kufa eine Rebellion in Persien. 725/26 eroberte er Kaisareia in Kappadokien, 730 das Kastell Charsianon. Als neuer Gouverneur von Armenien nahm er 731 den Kampf gegen die einfallenden Chasaren auf und ging zur Gegenoffensive über.

## Maslama-Moschee
Späterer Legende zufolge soll auf eine Vereinbarung zwischen Maslama und dem byzantinischen Kaiser die Errichtung der ersten Moschee in Konstantinopel zurückgehen (718). Möglicherweise aber wurde sie erst um 860 erbaut. Auch die wenige Jahre später von ihm errichtete Hauptmoschee in der heute südrussischen Stadt Derbent wurde nach Maslama benannt.